# Light of My Life
Light of My Life ist ein Filmdrama von Casey Affleck, das am 8. Februar 2019 im Rahmen der Internationalen Filmfestspiele Berlin seine Premiere feierte und am 9. August 2019 in den US-Kinos anlief.

## Handlung
In der Zukunft sind fast alle Frauen durch eine mysteriöse Pandemie umgekommen. Ein Vater tut alles, um Rag zu beschützen, deren Mutter ebenfalls ums Leben kam. Er besteht darauf, dass sie sich wie ein Junge kleidet und hält sie von den anderen Menschen fern. Rag hat nie ein anderes Mädchen oder eine andere Frau gesehen. Nur in seinen Gute-Nacht-Geschichten, die er sich spontan ausdenkt, erzählt er ihr von starken Frauen. Rag und ihr Vater leben in einem Zelt im Wald, und er hat um das kleine Camp herum ein Alarmsystem gebaut, das aus Drähten und Blechdosen besteht. Wenn der Vater eine Gefahr wittert, so durch ungebetene Besucher ihres Camps, ziehen sie weiter. So stoßen sie auf ein Haus, das verlassen wirkt. Auch wenn dieses sicher scheint, über fließend Wasser und sogar ein Kinderzimmer verfügt, will der Vater nicht dort bleiben, doch seine Tochter überredet ihn, dort zu verweilen. Dass Rag dort die gefundene Mädchenkleidung anprobiert, kommt bei ihrem Vater jedoch nicht gut an. Auch auf den Versuch, seine Tochter aufzuklären und sie drauf vorzubereiten, welche Veränderungen ihr Körper in naher Zukunft zu erwarten hat, reagiert Rag eher desinteressiert.
Nach einem Besuch in der nahe gelegenen Stadt, wo man selbst einen Jungen in diesem Alter lange nicht mehr gesehen hat, werden Fremde auf Rag aufmerksam. Von diesen aufgesucht, fliehen Rag und ihr Vater erst in eine Kirche. Sie beginnt sich Gedanken darüber zu machen, was werden würde, geriete sie in die Hände von Fremden oder würde ihr Vater sterben. Bei ihrer weiteren Reise nimmt der Vater den Wagen eines jungen Mannes an sich, der die beiden Anhalter mitnehmen wollte. Mit dem Auto kommen sie zu dem Haus, in dem einst seine Großeltern lebten. Da dieses jahrelang unbewohnt war, finden sie dort drei religiöse Männer vor. Rag kann einige Zeit lang ein unbeschwertes, fast normales Leben leben, sich mit den Lamas und Schafen beschäftigen oder Figuren aus Schnee bauen. Schnell jedoch bemerkt einer der Männer, dass Rag in Wahrheit kein Junge ist. Ihm gegenüber gesteht der Vater erstmals, dass sie seine Tochter ist. Der Mann erzählt ihm, dass es in New York und auch nicht weit weg von ihnen Bunker gebe, wo die wenigen lebenden Frauen untergebracht sind.
Eines Tages nähern sich drei Fremde dem Haus. Zwei der Männer muss der Vater töten, der dritte jedoch überwältigt ihn. Ein Gewehrschuss seiner Tochter auf den Angreifer rettet ihm das Leben. Allerdings wird er von der Schrotmunition selbst getroffen. Sie begeben sich zu einer nahe gelegenen Hütte, wo Rag ihren Vater verarztet.

## Produktion

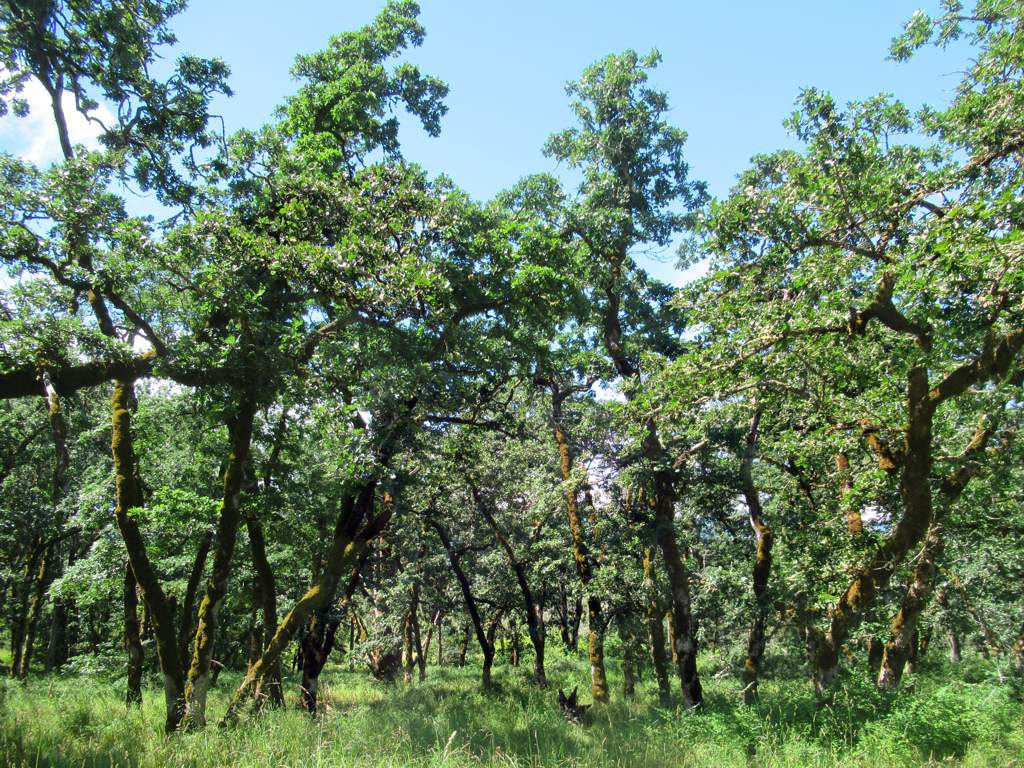
Die Dreharbeiten fanden unter anderem im Naturschutzgebiet Garry Oak auf Vancouver Island statt

Casey Affleck führte bei dem Film Regie, schrieb das Drehbuch und ist in der Hauptrolle des Vaters zu sehen. Nach dem Film I’m Still Here (2010) ist es der zweite Spielfilm bei dem Affleck Regie führte. Anna Pniowsky spielt im Film seine Tochter Rag.
Die deutsche Synchronisation entstand nach einem Dialogbuch von Christine Roche und der Dialogregie von Patrick Roche im Auftrag der Scalamedia GmbH, Berlin. Björn Schalla synchronisiert in der deutschen Fassung Affleck in seiner Rolle, Lucy Fandrych leiht der Tochter Rag ihre Stimme.
Die Filmmusik komponiert Daniel Hart. Der Soundtrack, der insgesamt elf Musikstücke umfasst, soll am 16. August 2019 von Varese Sarabande als Download veröffentlicht werden.
Die Dreharbeiten wurden im Februar 2017 begonnen und fanden im waldreichen Okanagan Valley in British Columbia statt. Die Hütte, die Rag und ihr Vater am Ende des Films beziehen, ist ein denkmalgeschütztes Bauernhaus im Naturschutzgebiet Garry Oak auf Vancouver Island. Als Kameramann fungierte der Australier Adam Arkapaw.
Der Film wurde am 8. Februar 2019 im Rahmen der Internationalen Filmfestspiele Berlin erstmals gezeigt. Im Programm der Filmfestspiele wird Light of My Life als eine Mischung aus Überlebensdrama und Coming-of-Age-Story beschrieben. Ende Juni und Anfang Juli 2019 wurde der Film beim Karlovy Vary International Film Festival gezeigt, Ende Juli und Anfang August 2019 beim Jerusalem Film Festival. Am 9. August 2019 soll er in die US-Kinos kommen.

## Rezeption

### Kritiken
Von den bei Rotten Tomatoes aufgeführten Kritiken sind 82 Prozent positiv.
David Rooney von The Hollywood Reporter schreibt in seiner Kritik, unweigerlich erinnere der Film an Debra Graniks Leave No Trace, und Anna Pniowsky sei eine echte Entdeckung.
Owen Gleiberman von Variety erinnert daran, dass Casey Affleck bereits in seinen bisherigen Rollen in langsam aufgebauten Filmen, die sich ihrer Hochsinnigkeit erfreuen, zu sehen war und es daher nur logisch sei, dass er bei seinem Regiedebüt ähnlich vorgegangen ist. Sein Survival-Drama sei mit Anspielungen auf Science-Fiction-Apokalypsen gespickt, wie The Road oder A Quiet Place, aber auch an It Comes at Night. Im Grunde gehe es im Film um die unerschütterliche Verbindung zwischen Vater und Tochter und die Art und Weise, wie sich diese verstärkt und vertieft, doch leider reiche dies nicht aus, um einen zweieinhalb-stündigen Film aufrechtzuerhalten, so Gleiberman.
Auch Eric Kohn von IndieWire meint, Light of My Life konsolidiere den schläfrigen, expressionistischen Stil, den Affleck in den letzten 20 Jahren in vielen seiner Arbeiten als Schauspieler gefunden hat. Von Gerry über Die Ermordung des Jesse James durch den Feigling Robert Ford bis hin zu The Saints – Sie kannten kein Gesetz habe Affleck eine Vorliebe dafür, benommene Introvertierte in leeren Welten zu spielen. Der australische Kameramann Adam Arkapaw habe den Film mit einer grau getönten Farbpalette entwickelt, die die Außenaufnahmen mit malerischen Tiefen ausstattet, so Kohn, während der Komponist Daniel Hart eine eindringliche Filmmusik geschaffen habe. Auch wenn der Film ein wenig langatmig geraten sei, werde er in den letzten Minuten äußerst lebendig. In dem aufregenden Abschluss des Films spreche dieser nicht mehr über einen Mann, der eine Frau großzieht, sondern eher über eine Frau, die bereit ist, Verantwortung zu übernehmen. Bis dahin sein es ein langer Weg, doch gerade dem Ende zu mache Affleck alles richtig.
Laut Lexikon des internationalen Films handelt es sich um ein „vielschichtiges Survival-Drama mit hervorragenden Darstellern und atmosphärischer Kameraarbeit, das mehr auf die innere Spannung zwischen seinen Hauptfiguren als auf äußeren Thrill setzt und dabei auch eine einfühlsame Emanzipationsgeschichte entwickelt.“

### Auszeichnungen
Fantasy Filmfest 2019
- Nominierung für den Fresh Blood Award (Casey Affleck)[14]

Jerusalem Film Festival 2019
- Nominierung für den Gabriel Sherover Foundation Award – Best International Film (Casey Affleck)[15]